# Miniera di Villandro
La miniera di Villandro vicino a Villandro in Alto Adige era una delle miniere più importanti della regione tirolese nel Medioevo.

## Storia
La miniera ha una storia molto lunga e ricca di eventi. Fu menzionata per la prima volta in un documento intorno alla metà del XII secolo. Nell'anno 1177 l'imperatore Federico I confermò l'Abbazia di Novacella. Nel Medioevo la miniera in Valle Isarco era una delle zone minerarie più importanti del Tirolo. Soprattutto, sono stati estratti argento, rame e piombo, anche se nelle rocce del monte Pfunderer sono presenti oltre 75 diversi tipi di minerali.
Dopo essere fiorita nel corso della storia, ma anche aver passato anni in difficoltà e spesso passata di mano, è stata finalmente chiusa all'inizio del XX secolo e lentamente è caduta nel dimenticatoio. Nel 1997 l'Associazione Cultura e Museo di Villandro ha iniziato a ricostruire la miniera abbandonata per renderla accessibile ai visitatori. Oggi è una delle poche miniere altoatesine visitabili dal pubblico.